# Vulgarización de marca

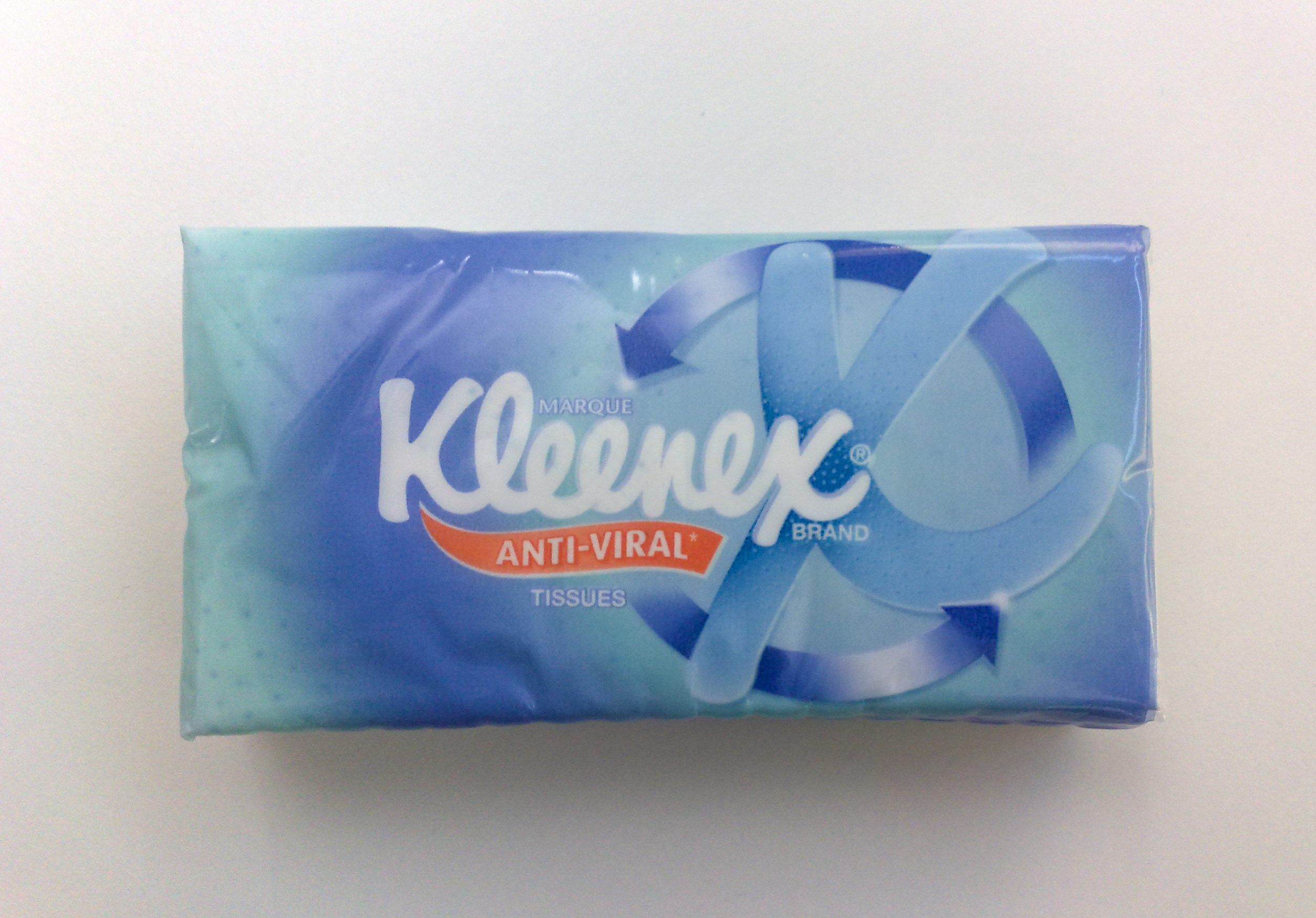
«Clínex» se convirtió en un término para denominar a los pañuelos de papel derivado de la marca Kleenex.

Vulgarización, marca vulgarizada o marca de uso común es un término utilizado en el ámbito de la propiedad industrial para referirse a algunas marcas registradas cuyo nombre se afianza en el habla popular hasta pasar a ser descriptivo del producto o servicio genérico y no únicamente del producto o servicio concreto que inicialmente protegían; se trata de una forma de metonimia en que una parte define el todo. Como ejemplo, la fécula de maíz es conocida como maicena, una de las marcas más importantes. Las causas suelen ser la monopolización del mercado por parte de la empresa que posee los derechos de la marca, o una excesiva popularidad de la misma. Para alcanzar este estatus, generalmente debe realizarse un proceso judicial, iniciado por terceras personas que vean afectados sus intereses.
Ejemplos de estos términos son velcro, pósit, birome, rímel, clínex, típex,
yip, dónut, kanikama, frigider, táper o los muchos nombres de la cinta adhesiva, como celo, desafil o fixo. Son especialmente importantes aquellos de los sectores químico y farmacéutico, por ejemplo queroseno, aspirina, heroína, etc. 
No deben confundirse las marcas vulgarizadas con las marcas blancas (a veces denominadas marcas genéricas) o los productos genéricos, especialmente los medicamentos genéricos.